# Antonio Vega (futbolista)
José Antonio Vega Órdenes (Santiago, Chile, 2 de noviembre de 1982) es un  exfutbolista chileno que se desempeñaba como mediocampista.
Desarrollo su carrera mayormente en clubes del sudeste asiático.

## Clubes
| Club                           | País           | Año       |
| ------------------------------ | -------------- | --------- |
| Cobreloa                       | Chile          | 2003      |
| Corporación Municipal de Ñuñoa | Chile          | 2004      |
| Palestino                      | Chile          | 2005-2006 |
| Kuala Muda Naza FC             | Malasia        | 2007-2008 |
| Pro Duta FC                    | Indonesia      | 2009      |
| BEC Tero Sasana FC             | Tailandia      | 2010      |
| Lopburi FC                     | Tailandia      | 2011      |
| Ayutthaya FC                   | Tailandia      | 2012-2013 |
| Grakcu Looktabfrah FC          | Tailandia      | 2014      |
| Ayutthaya FC                   | Tailandia      | 2015      |
| Tak City FC                    | Tailandia      | 2015-2016 |
| Karketu Dili                   | Timor Oriental | 2016-2017 |

## Palmarés

### Campeonatos nacionales
| Título                     | Club               | País      | Año       |
| -------------------------- | ------------------ | --------- | --------- |
| Premier League             | Kuala Muda Naza FC | Malasia   | 2007-2008 |
| Regional League Division 2 | Ayutthaya FC       | Tailandia | 2012      |